# Saransk Cup 2011
Il Saransk Cup 2011 è stato un torneo professionistico di tennis femminile giocato sulla terra rossa. È stata la 1ª edizione del torneo, che fa parte dell'ITF Women's Circuit nell'ambito dell'ITF Women's Circuit 2011. Si è giocato a Saransk in Russia dal 5 all'11 settembre 2011.

## Partecipanti

### Teste di serie
| Nazionalità | Giocatrice            | Ranking* | Testa di serie |
| ----------- | --------------------- | -------- | -------------- |
| Russia      | Anastasija Pivovarova | 132      | 1              |
| Russia      | Aleksandra Panova     | 154      | 2              |
| Romania     | Mihaela Buzărnescu    | 194      | 3              |
| Turchia     | Çağla Büyükakçay      | 223      | 4              |
| Russia      | Valerija Solov'ëva    | 255      | 5              |
| Ucraina     | Veronika Kapšaj       | 269      | 6              |
| Ucraina     | Valentina Ivachnenko  | 270      | 7              |
| Serbia      | Teodora Mirčić        | 328      | 8              |

- Ranking al 29 agosto 2011.

### Altre partecipanti
Giocatrici che hanno ricevuto una wild card:
- Anastasija Frolova
- Margarita Gasparjan
- Ksenija Lykina
- Marina Mel'nikova

Giocatrici che sono passate dalle qualificazioni:
- Nadezda Gorbachkova
- Viktorija Kan
- Dar'ja Mironova
- Polina Rodionova

## Campionesse

### Singolare
Aleksandra Panova ha battuto in finale  Marina Mel'nikova con il punteggio di 6–0, 6–2

### Doppio
Mihaela Buzărnescu /  Teodora Mirčić hanno battuto in finale  Eva Hrdinová /  Veronika Kapšaj con il punteggio di 6–3, 6–1